# هیروشی یوشیناگا
هیروشی یوشیناگا (ژاپنی: 吉永 大志؛ زادهٔ ۱۴ اکتبر ۱۹۹۶) یک بازیکن فوتبال اهل ژاپن است.
از باشگاه‌هایی که در آن بازی کرده‌است می‌توان به باشگاه فوتبال فوکوشیما یونایتد اشاره کرد.